# Arroyo Palma Sola Grande
Der Arroyo Palma Sola Grande ist ein Fluss in Uruguay.
Er entspringt im Übergang der Cuchilla de las Pavas in die Cuchilla de Santa Rosa im Departamento Artigas nördlich der Stadt Baltasar Brum. Von dort fließt er zunächst in westliche später dann in südwestliche Richtung und mündet schließlich östlich von Belén an der Grenze zum Nachbardepartamento Salto als rechtsseitiger Nebenfluss in den Arroyo Yacuy.